# Galium scioanum
Galium scioanum är en måreväxtart som beskrevs av Emilio Chiovenda. Galium scioanum ingår i släktet måror, och familjen måreväxter.

## Underarter
Arten delas in i följande underarter:
- G. s. glabrum
- G. s. latum
- G. s. scioanum